# Ejido el Álamo
Ejido el Álamo är en ort i Mexiko.   Den ligger i kommunen Culiacán och delstaten Sinaloa, i den västra delen av landet, 1 000 km nordväst om huvudstaden Mexico City. Ejido el Álamo ligger 53 meter över havet och antalet invånare är 173.
Terrängen runt Ejido el Álamo är platt åt sydväst, men åt nordost är den kuperad. Runt Ejido el Álamo är det ganska tätbefolkat, med 155 invånare per kvadratkilometer. Närmaste större samhälle är Culiacán, 14,3 km norr om Ejido el Álamo. Trakten runt Ejido el Álamo består till största delen av jordbruksmark.